# (3308) Ferreri
(3308) Ferreri ist ein Asteroid des Hauptgürtels, der am 1. März 1981 von den italienischen Astronomen Henri Debehogne und Giovanni de Sanctis am La-Silla-Observatorium (IAU-Code 809) der Europäischen Südsternwarte in Chile entdeckt wurde.
Der Himmelskörper wurde nach dem italienischen Astronomen Walter Ferreri (* 1948) benannt, der am Osservatorio Astronomico di Torino arbeitet.